# 聖若瑟聖殿主教座堂 (聖荷西)

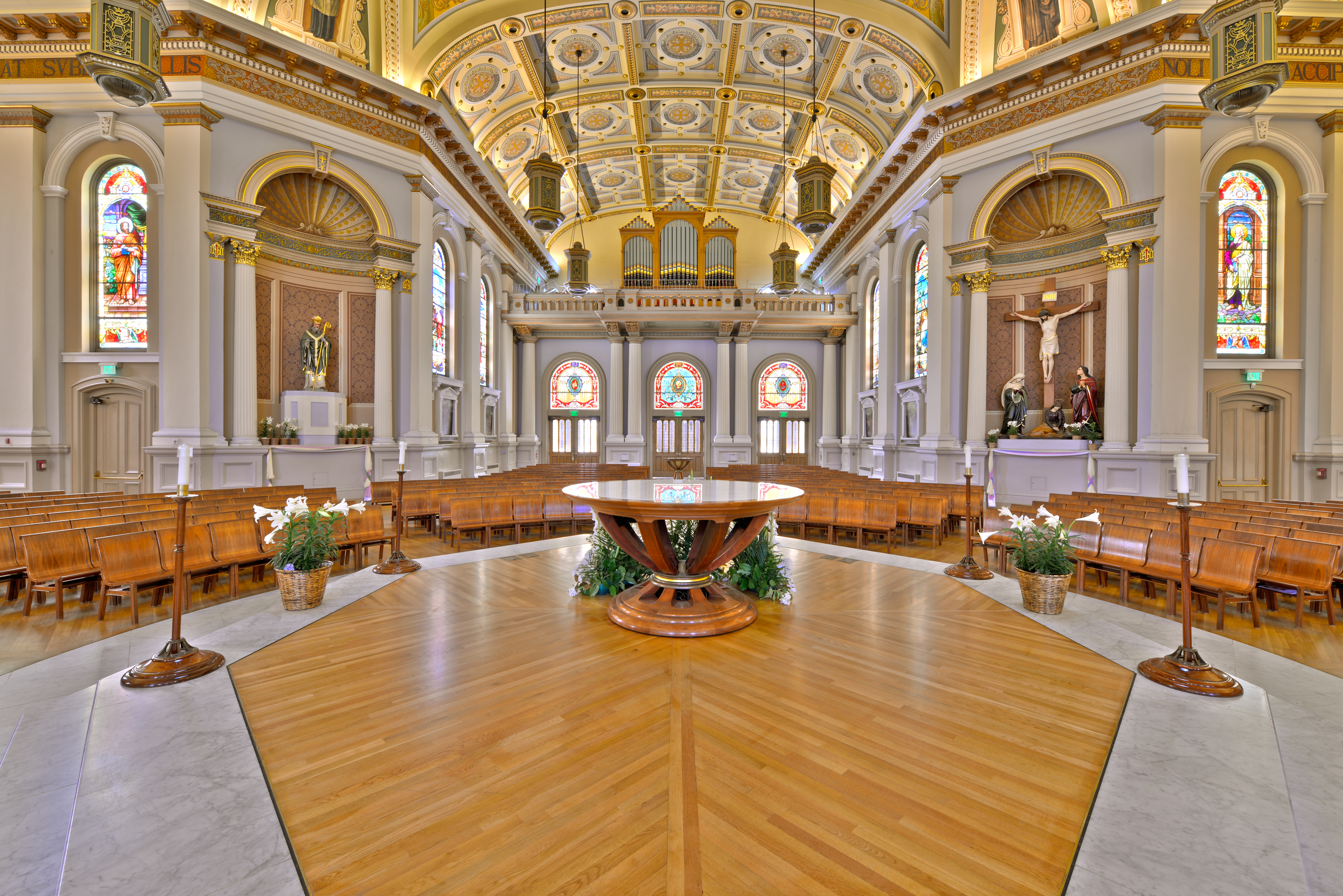
内部

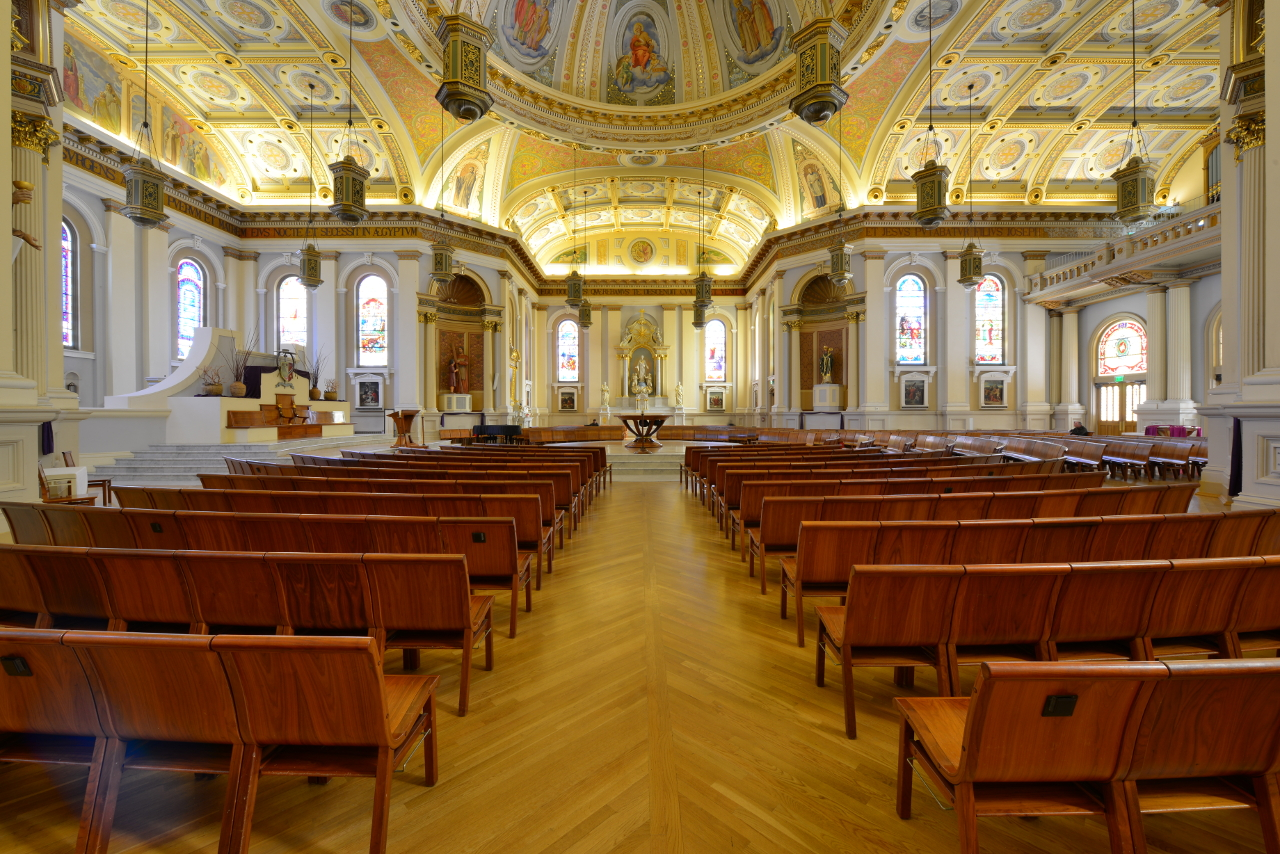
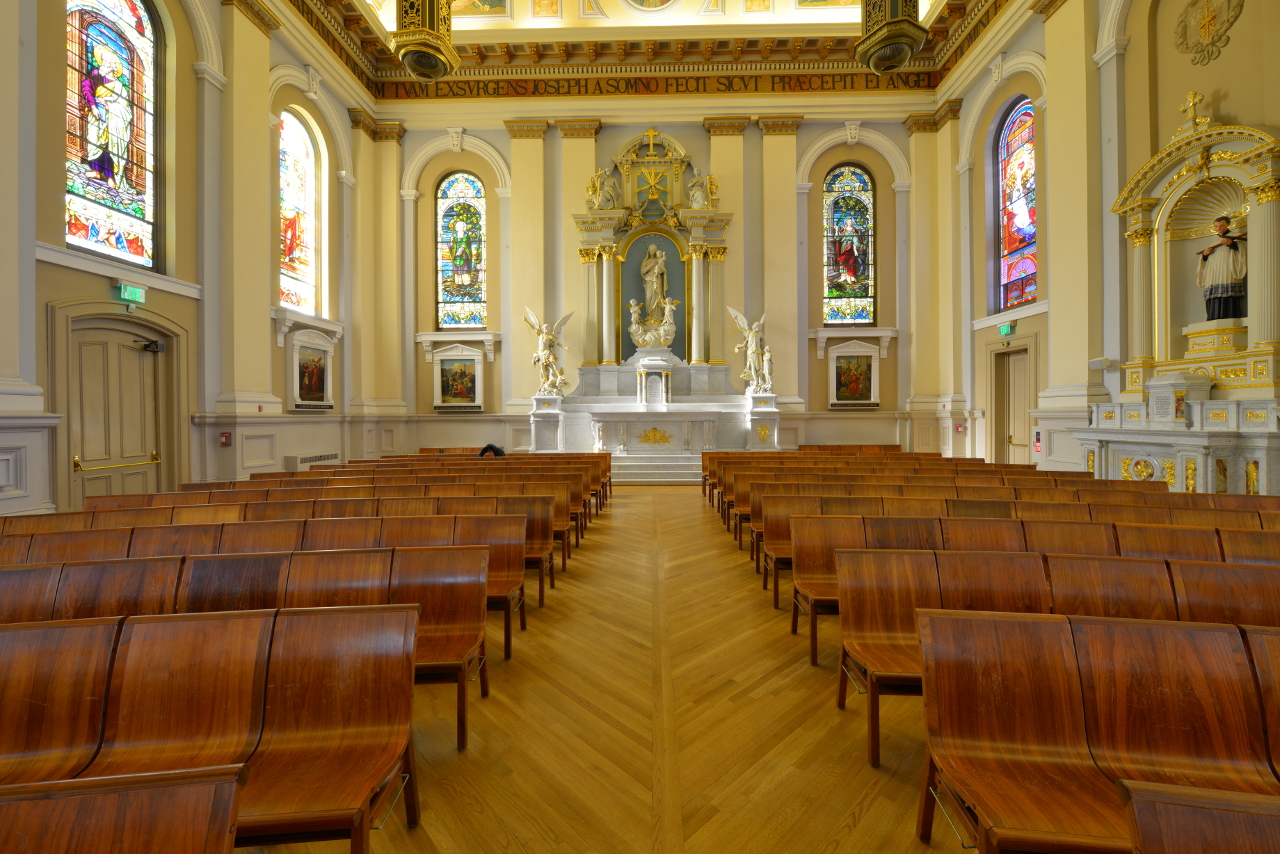
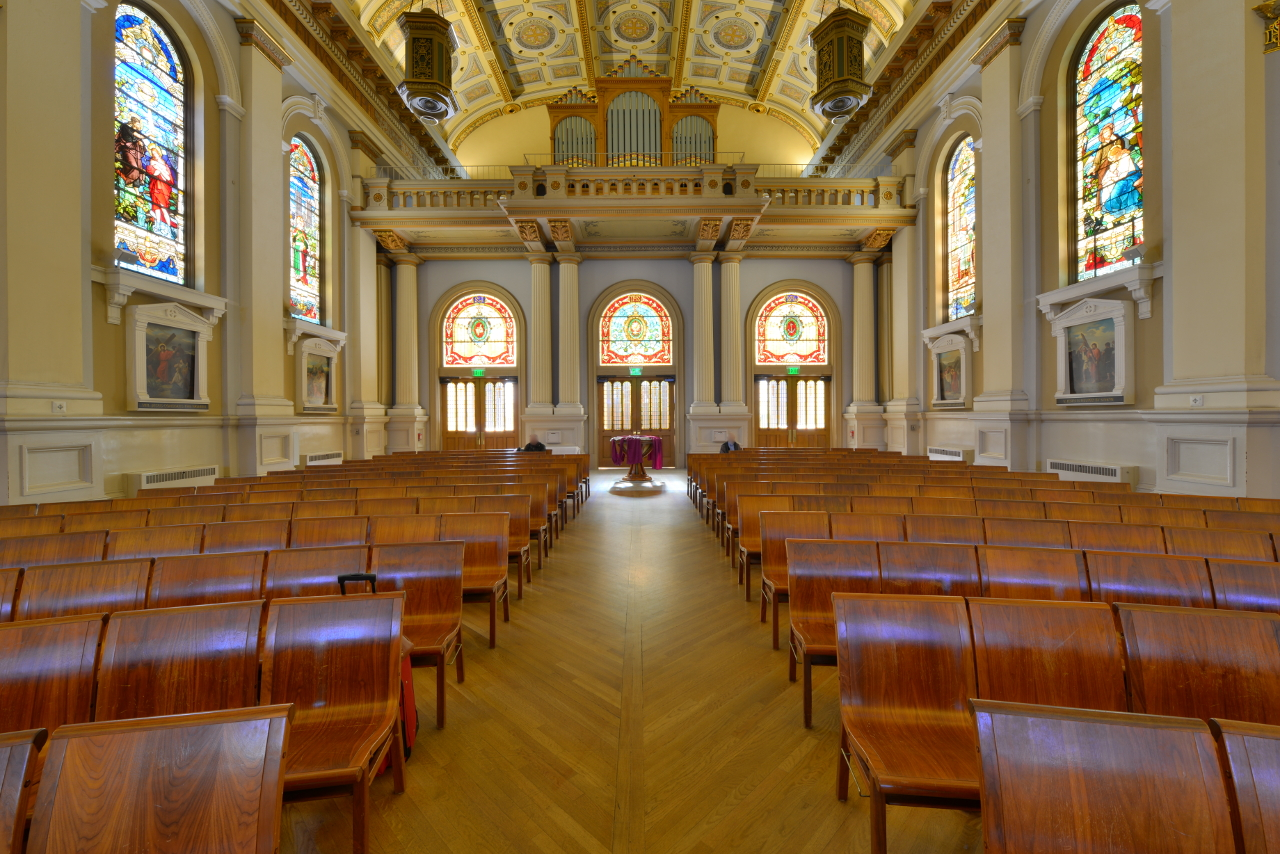
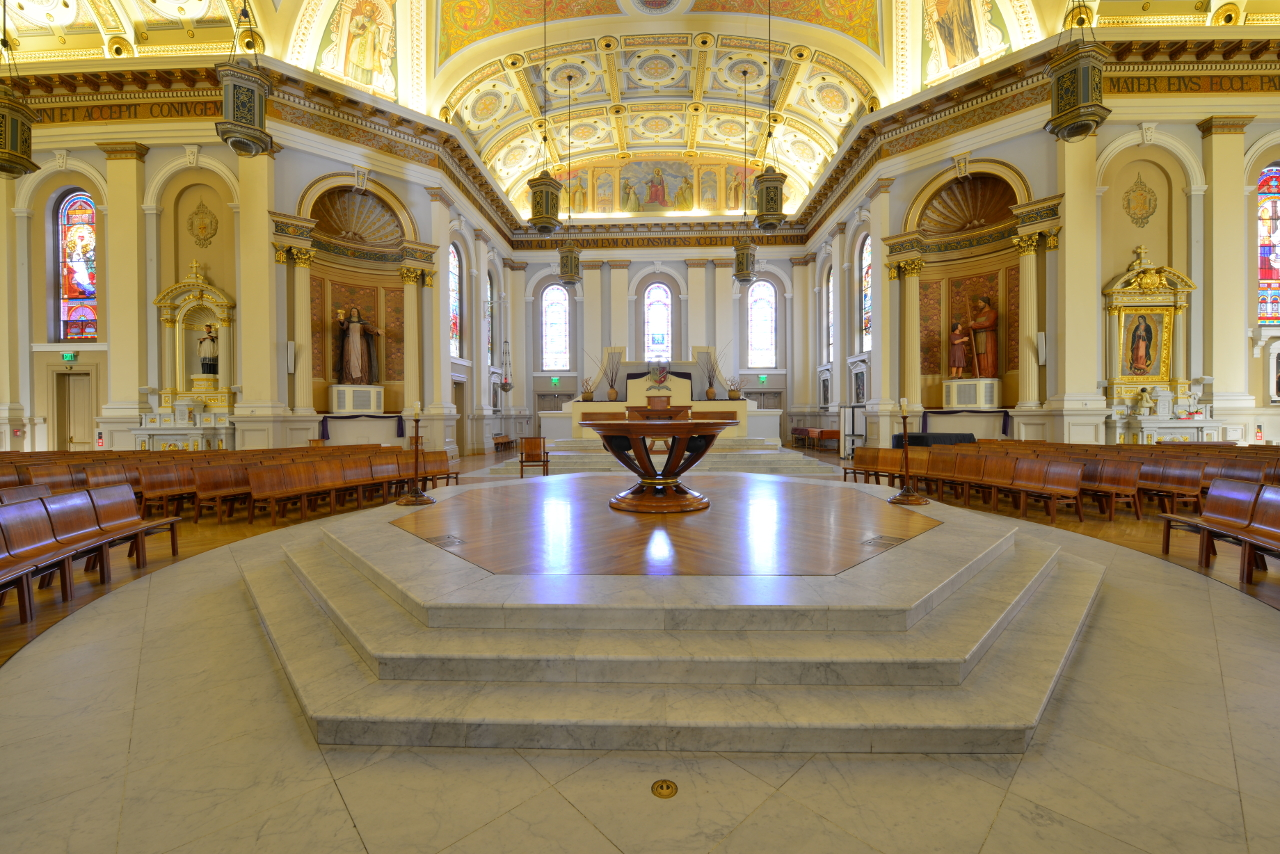
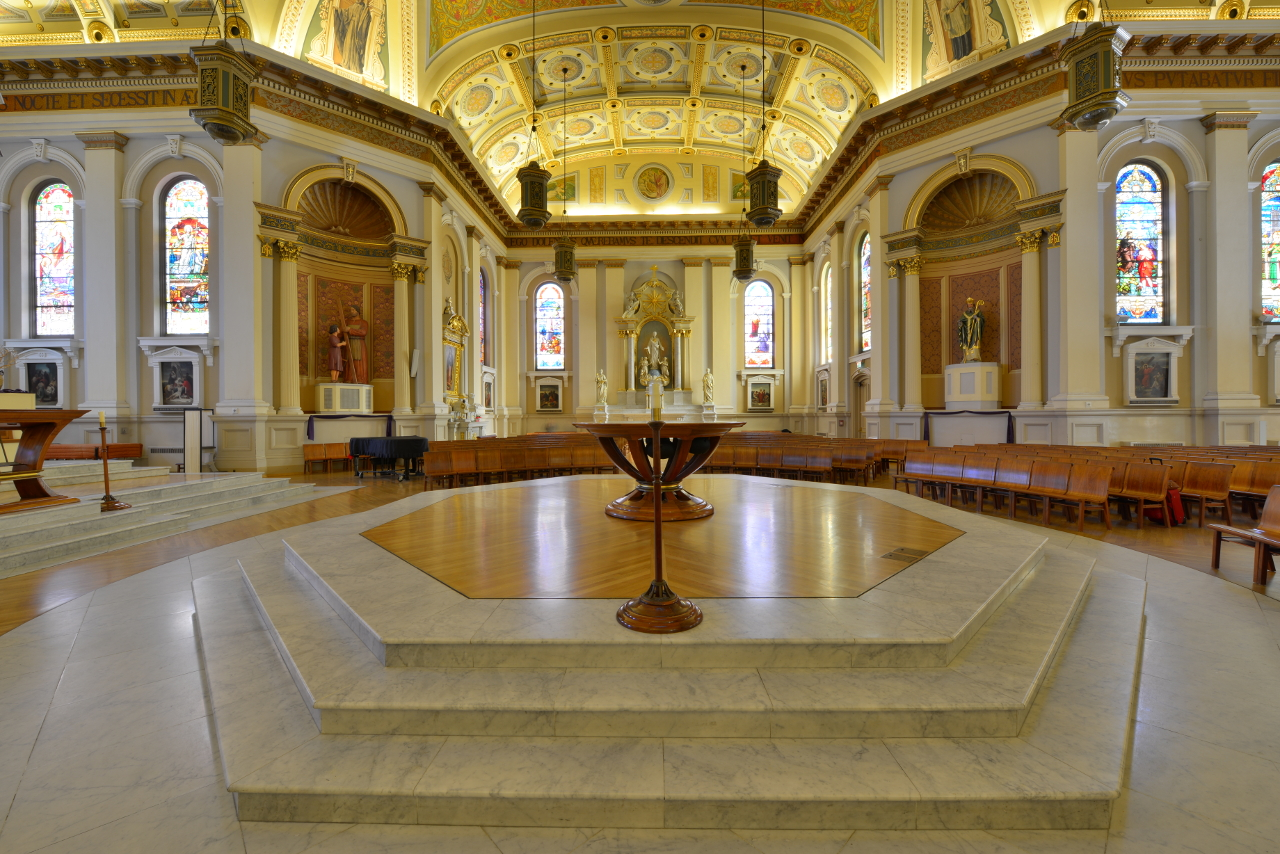
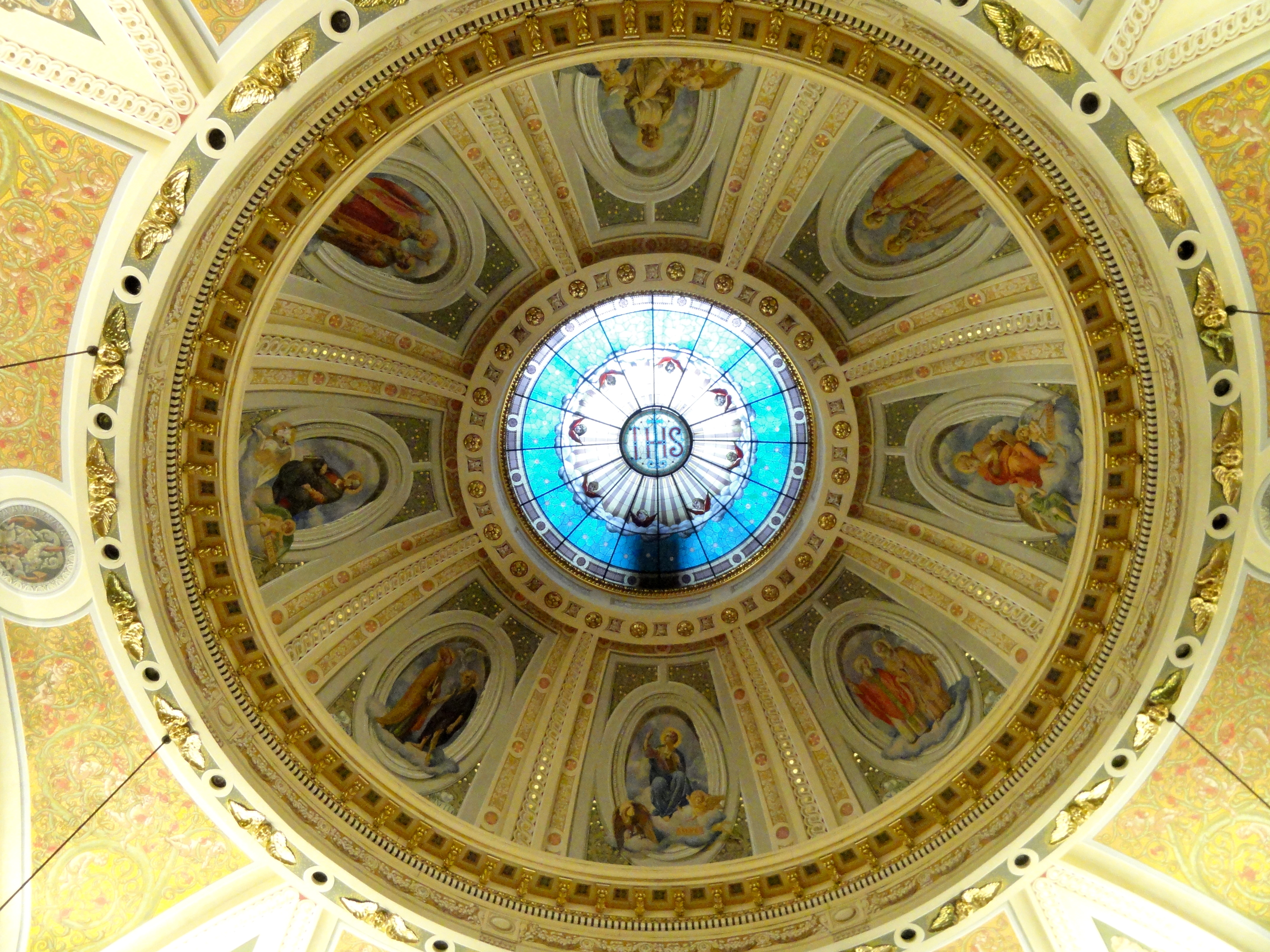

聖若瑟聖殿主教座堂（Cathedral Basilica of Saint Joseph）位于美国加州聖荷西，是一座罗马天主教宗座圣殿、天主教加利福尼亞的聖荷西教區的主教座堂，主保圣人为圣若瑟。
该堂创建于1803年，1818年和1868年两次毁于地震，1875年第三座教堂又毁于大火。目前的建筑建于1875-1885年，拥有巨大的穹顶。
1981年聖荷西教區成立，1985年该堂成为主教座堂。1997年若望保禄二世又将该堂升为宗座圣殿。
聖若瑟聖殿主教座堂被列入加州历史地标和國家史蹟名錄